# بيير-غابرييل هيوت
بيير-غابرييل هيوت هو صحفي وكاتب عدل ورئيس تحرير وسياسي كندي، ولد في 22 يناير 1825 في مدينة كيبك في كندا، وتوفي في سبتمبر 1913 في نيويورك في الولايات المتحدة. نشط حزبياً في الحزب الليبرالي الكندي (20 سبتمبر 1867 – 20 سبتمبر 1867).